# Platygyna leonis
Platygyna leonis är en törelväxtart som beskrevs av Brother Alain. Platygyna leonis ingår i släktet Platygyna och familjen törelväxter. Inga underarter finns listade i Catalogue of Life.